# Ronald Völker
Ronald Völker (* 24. Oktober 1984) ist ein deutscher RC-Rennfahrer. Er bewegt als Teamfahrer von Mugen Seiki und LRP weltweit funkferngesteuerte Modellautos in renommierten Rennserien und Einzelrennen. Davor nutzte er Fahrzeuge von Yokomo. Er tritt für den Verein MBC Goldstein an.
Sein erstes Rennen bestritt er schon 1989 in Waldems. Über Breitensportwettkämpfe entwickelte er sich weiter und errang 2002 seinen ersten deutschen Titel im Tamiya Euro-Cup mit einem Formel-Auto. In dieser Serie war er seit 1997 aktiv. Seit 2002 hat in jedem Jahr seiner Karriere mindestens einen Titel errungen.
Seine Paradedisziplin sind die 1:10er Elektro-Tourenwagen, mit denen er 2007 erstmals Europameister wurde. Zusätzlich ist er aber auch in den Klassen 1:12 und 1:10 Offroad unterwegs.

## Erfolge
Ronald Völker hat zahlreiche nationale und internationale Titel, speziell im Bereich Elektro-Tourenwagen, erzielt. Einen offiziellen WM-Titel hat er in seiner Karriere nur einmal errungen.
Zusätzlich hat er weitere Rennsiege bei international renommierten Einzelveranstaltungen wie dem DHI Cup, dem LRP Touring Car Masters und dem TITC in Bangkok errungen.
- IFMAR Weltmeister Tourenwagen 1:10 Elektro: 2016
- EFRA Europameister Tourenwagen 1:10 Elektro: 2007, 2010, 2013, 2014, 2016, 2017, 2018[2]
- EFRA Europameister Tourenwagen 1:10 Elektro Indoor: 2010, 2011
- Euro Touring Series Modified: 2010/11, 2011/12, 2012/13, 2013/14, 2014/15, 2019/20, 2021/22, 2022/23
- DMC Deutscher Meister Tourenwagen 1:10 Elektro Modified Indoor: 2007, 2008, 2009, 2010, 2011, 2012
- DMC Deutscher Meister Tourenwagen 1:10 Elektro Modified Outdoor: 2006, 2010, 2012, 2013, 2014, 2016, 2018, 2019, 2021, 2023
- DMC Deutscher Meister 1:12 Elektro Expert: 2010
- LRP-HPI-Challenge 17T: 2004
- Tamiya Euro-Cup DM GT1: 2004, 2005
- Tamiya Euro-Cup DM Formel: 2003
- Tamiya Euro-Cup DM F1/GT: 2002
- Tamiya Europameister GT1 2005
- Tamiya Europameister F1 2003
- Tamiya Weltmeister F1 2003